# Julia Carabias Lillo

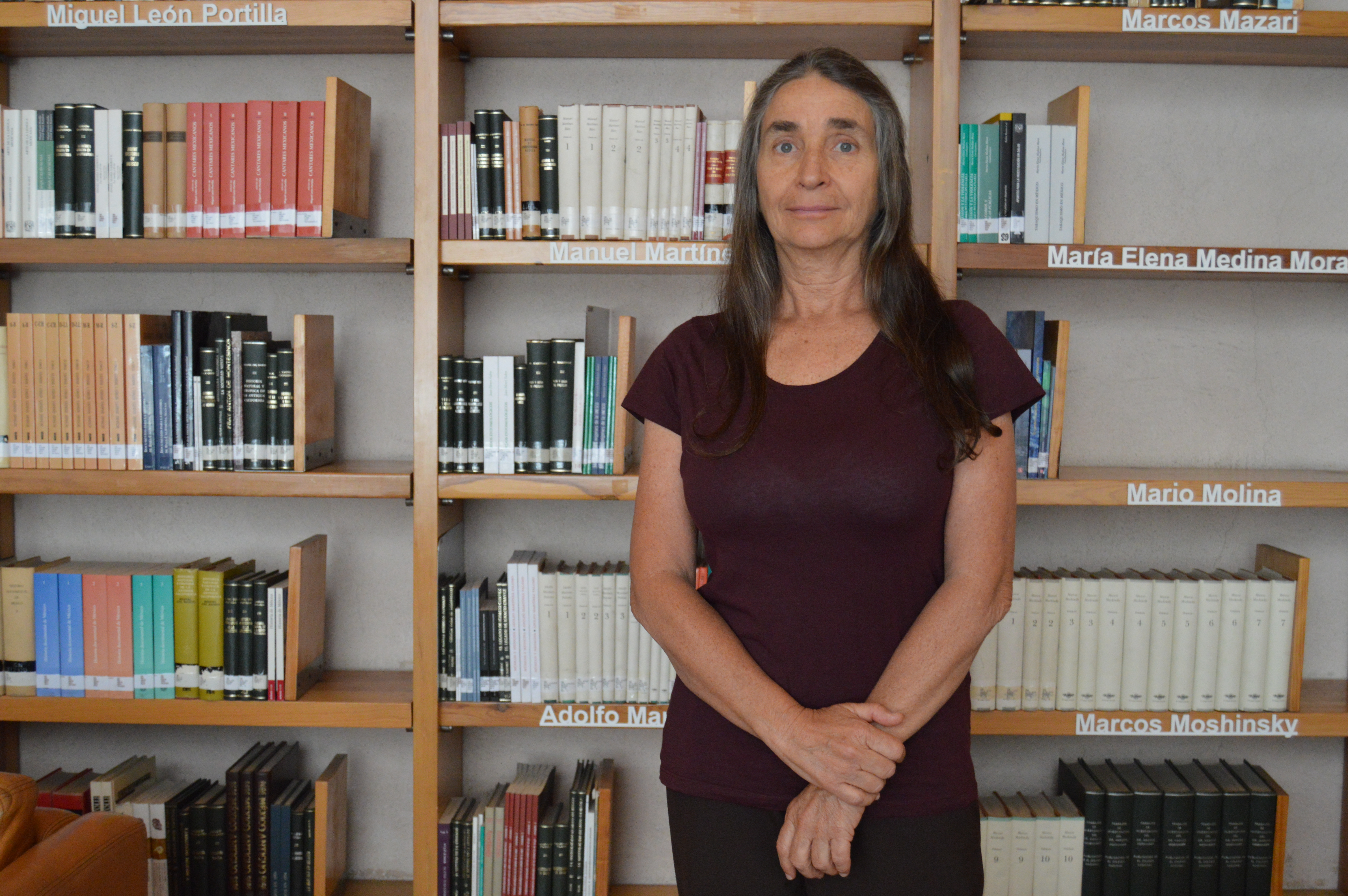
Julia Carabias Lillo, vor 2016

Julia Carabias Lillo (* 11. August 1954 in Mexiko-Stadt) ist eine mexikanische Biologin. Sie war von 1994 bis 2000 Umweltministerin ihres Landes.
Ab 1977 unterrichtete sie an der Nationalen Autonomen Universität von Mexiko.
Julia Caracas Lillo entwickelte 1982 in Guerrero, einem der ärmsten Bundesstaaten, ein Programm, um auf umweltschonende Art den Lebensstandard der Bewohner zu erhöhen. Nach dem Erfolg des Programms übertrug der damalige Präsident Mexikos Lillo die Aufgabe, ihren Entwicklungsplan für vier weitere Staaten umzusetzen.
Nach der Wahl von Ernesto Zedillio (Partido Revolucionario Institucional, PRI) wurde sie Umweltministerin. Von 1994 bis 2000 übte sie das Amt aus. 2000 wurde sie zur Leiterin des Nationalen Instituts für Ökologie ernannt.

## Ehrungen
- 2001: J. Paul Getty Wildlife Conservation Prize des World Wildlife Fund
- 2004: The International Cosmos Prize und
- 2005: Champions of Earth Award Preis der UNEP.

| Personendaten    | Personendaten                              |
| ---------------- | ------------------------------------------ |
| NAME             | Carabias Lillo, Julia                      |
| KURZBESCHREIBUNG | mexikanische Biologin und Umweltministerin |
| GEBURTSDATUM     | 11. August 1954                            |
| GEBURTSORT       | Mexiko-Stadt                               |